# Mendidaphodius rugulicollis
Mendidaphodius rugulicollis är en skalbaggsart som beskrevs av Leon Fairmaire 1893. Mendidaphodius rugulicollis ingår i släktet Mendidaphodius och familjen Aphodiidae. Inga underarter finns listade i Catalogue of Life.